# Nauru nos Jogos Olímpicos de Verão de 2016
Nauru competiu nos Jogos Olímpicos de Verão de 2016 no Rio de Janeiro, Brasil, entre os dias 5 e 21 de agosto de 2016. A participação do país em 2016 foi a sua sexta aparição consecutiva nos Jogos Olímpicos de Verão desde sua estreia nos Jogos de 1996. A delegação de Nauru era composta por dois participantes: Ovini Uera, um judoca na categoria masculina de peso médio; e Elson Brechtefeld, no halterofilismo masculino de até 56 kg. Uera foi qualificado como o judoca nauruense de maior ranking, na Lista de Ranqueamento Mundial da Federação Internacional de Judô (FIJ), por meio de uma vaga para a União de Judô da Oceania. Brechtefeld se qualificou por subvenção pela Federação Internacional de Halterofilismo (FIH), através de uma vaga não utilizada. Uera foi eliminado por Varlam Liparteliani na rodada dos 16, enquanto Brechtefeld terminou em 15.º lugar em seu evento.

## Antecedentes
Nauru participou em seis edições dos Jogos Olímpicos de Verão entre a sua estreia nas Olimpíadas de 1996 em Atlanta, Estados Unidos, e as Olimpíadas de 2016 no Rio de Janeiro, Brasil. O país enviou a sua maior delegação quando três atletas participaram tanto das Olimpíadas de 1996 e de 2004. Nauru ainda não conquistou a sua primeira medalha olímpica.
O Comitê Olímpico Nacional de Nauru selecionou dois atletas, havendo escolhido pela segunda vez consecutiva em competir somente no judô e no halterofilismo. Essa foi a segunda maior delegação enviada por Nauru às Olimpíadas, empatando em número de atletas com os times de 2000 em Sydney, Austrália, e de 2012, em Londres, Inglaterra. Os atletas nauruanos escolhidos foram o judoca Ovini Uera para a categoria masculina de até 90 kg, e o halterofilista e ex-participante dos Jogos Olímpicos de Verão da Juventude de 2010 Elson Brechtefeld (categoria masculina de até 56 kg). Brechtefeld foi o porta-bandeira na cerimônia de abertura, enquanto Uera o foi na cerimônia de encerramento.

## Judô
Nauru qualificou um judoca para a categoria masculina de peso médio (90 kg) nos Jogos. Ovini Uera conquistou a vaga continental para a região da Oceania, como o judoca nauruense de maior ranqueamento na Lista de Ranqueamento Mundial da FIJ, em 30 de maio de 2016. Uera disse em uma entrevista que ele começou a praticar o judô em 2012 para aprender agarramentos para utilizar no boxe. Ele disse que "imediatamente se apaixonou pelo esporte".
O judô é bem pequeno na ilha, há apenas por volta de 20 judocas na ilha, e toda vez que eu treino, eu tenho que treinar somente com três pessoas, todas as sessões de judô, porque todo o resto, eles são principalmente crianças.— Ovini Uera 
Uera estabeleceu o melhor resultado da nação com uma vitória na rodada de abertura contra o judoca belizenho Renick James, antes de ser derrotado pelo seu próximo oponente — que eventualmente ganharia a medalha de prata no evento — Varlam Liparteliani, da Geórgia.
| Atleta     | Evento           | Rodada dos 64      | Rodada dos 32       | Rodada dos 16              | Quartas de final   | Semifinais         | Repescagem         | Final / MB         | Final / MB  |
| Atleta     | Evento           | Oponente Resultado | Oponente Resultado  | Oponente Resultado         | Oponente Resultado | Oponente Resultado | Oponente Resultado | Oponente Resultado | Posição     |
| ---------- | ---------------- | ------------------ | ------------------- | -------------------------- | ------------------ | ------------------ | ------------------ | ------------------ | ----------- |
| Ovini Uera | Masculino −90 kg | Bye                | BIZ James W 100–000 | GEO Liparteliani L 000–100 | Não avançou        | Não avançou        | Não avançou        | Não avançou        | Não avançou |

## Halterofilismo
Nauru recebeu uma vaga não utilizada da Federação Internacional de Halterofilismo (FIH) para enviar um homem halterofilista para as Olimpíadas, a sexta participação consecutiva da nação. Nauru tem sido relativamente notável pelo seu halterofilismo, já que o ex-atleta olímpico Marcus Stephen se tornou presidente do país após a sua aposentadoria do esporte. O país conquistara anteriormente uma medalha em todas as edições dos Jogos da Commonwealth em que competiu.
Brechtefeld conseguiu com sucesso suas duas primeiras tentativas de arranque para 95 quilogramas (210 lb) e 98 quilogramas (220 lb), mas não obteve êxito na sua tentativa final para 101 quilogramas (220 lb). Na divisão por arremesso, ele completou a primeira tentativa para 120 quilogramas (260 lb). Após falhar ao tentar levantar a 125 quilogramas (280 lb), ele foi bem-sucedido na sua terceira tentativa, mantendo o mesmo peso, o que lhe rendeu o total de 223 pontos, e a 15.ª colocação na categoria, sendo o último lugar entre os competidores que encerraram a prova.
| Atleta            | Evento           | Arranque  | Arranque  | Arremesso | Arremesso | Total | Colocação |
| Atleta            | Evento           | Resultado | Colocação | Resultado | Colocação | Total | Colocação |
| ----------------- | ---------------- | --------- | --------- | --------- | --------- | ----- | --------- |
| Elson Brechtefeld | Masculino −56 kg | 98        | 17        | 125       | 15        | 223   | 15        |